# Manfreda

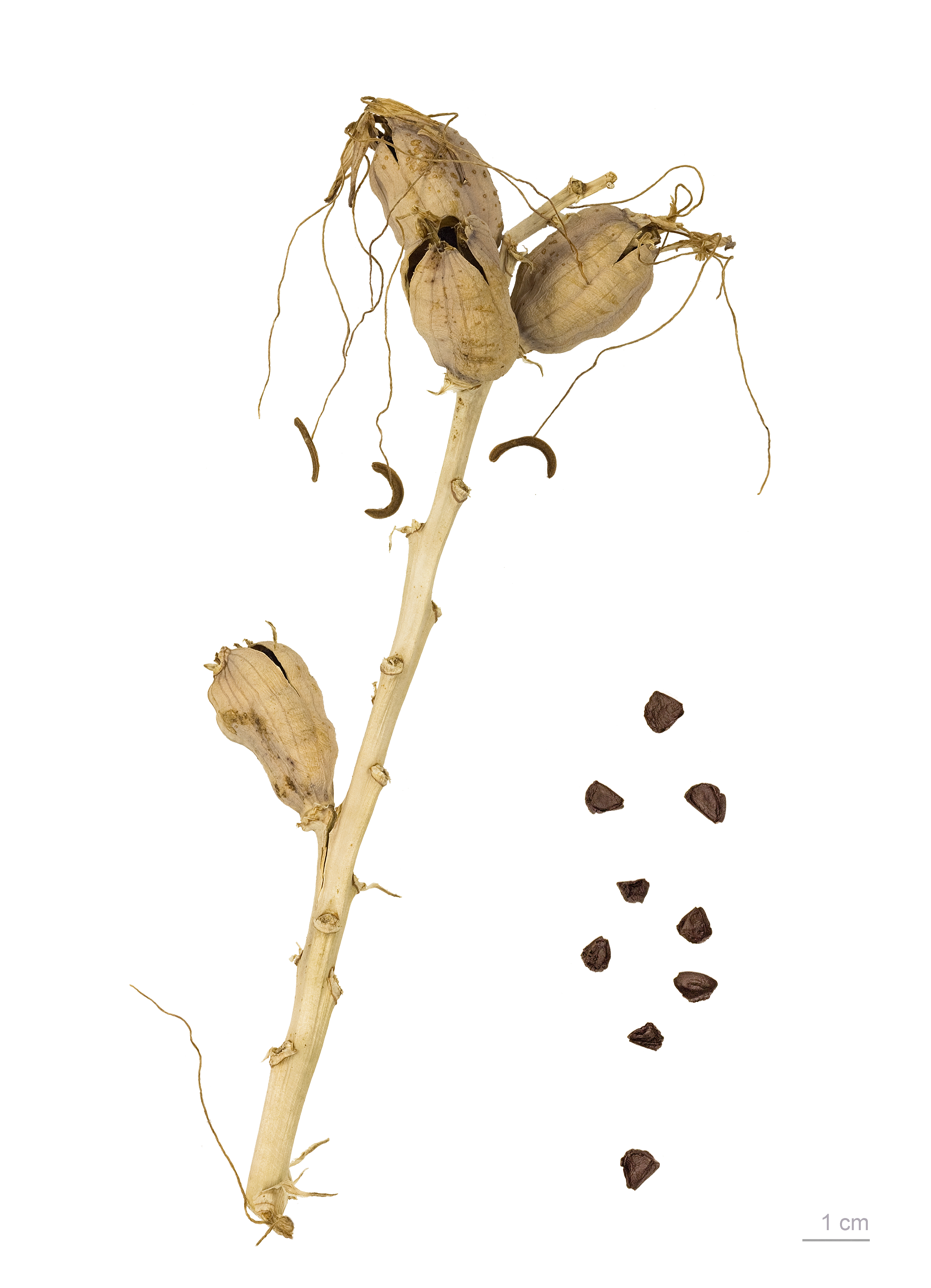
Manfreda maculosa - MHNT

Manfreda é um género botânico pertencente à família Agavaceae.

## Espécies
- Manfreda brachystachys
- Manfreda longiflora
- Manfreda maculosa
- Manfreda potosina
- Manfreda singuliflora
- Manfreda tigrina
- Manfreda variegata
- Manfreda virginica

1. ↑  «ManfreManfreda — World Flora Online». www.worldfloraonline.org. Consultado em 19 de agosto de 2020